# Der Corregidor
Der Corregidor ist eine Komische Oper in vier Akten von Hugo Wolf. Das Libretto verfasste die österreichische Schriftstellerin und Frauenrechtlerin Rosa Mayreder. Es basiert auf der Novelle „Der Dreispitz“ (El sombrero de tres picos) von Pedro Antonio de Alarcón. Die Uraufführung war am 7. Juni 1896 in Mannheim und wurde mit großem Beifall bedacht. Heute findet man das Werk nur noch selten auf den Spielplänen.

## Handlung
Die Oper spielt Anfang des 19. Jahrhunderts in einer Provinzhauptstadt in Andalusien (Spanien).

### Erster Akt
Bild: Platz vor der Mühle
Der Corregidor (Richter) Don Eugenio de Zuniga ist ein alter Schwerenöter. Es reizt ihn, einmal aus seiner gleichförmigen Ehe auszubrechen, um mit der wesentlich jüngeren Frasquita ein Schäferstündchen zu verbringen. Das rassige Weib hat ihm gehörig den Kopf verdreht, obwohl sie und ihr Gatte, der Müller Lukas, ein Herz und eine Seele sind. Trotzdem neckt die kesse Frasquita ihren Mann immer wieder wegen seiner grundlosen Eifersucht.
Soeben hat Frasquita wieder Besuch vom Corregidor erhalten. Dieser überschüttet seine Angebetete mit lauter Liebeserklärungen, während Lukas die beiden aus einem Versteck belauscht. Frasquita nutzt die Gunst der Stunde, um ihrem Verehrer das Versprechen abzuringen, ihrem Neffen eine Stelle als Sekretär beim Gericht zu verschaffen. Als der Corregidor etwas zudringlich werden will, läuft das Objekt seiner Begierde lachend davon.

### Zweiter Akt
Bild: Küche in der Mühle
Der fast immer betrunkene Gerichtsbote Tonuelo übermittelt dem Müller die Nachricht, er möge umgehend zum Alkalden (Bürgermeister) aufs Rathaus kommen. Kaum hat Lukas das Haus verlassen, da vernimmt Frasquita von draußen einen Hilferuf. Wenige Minuten später betritt der Corregidor die Küche. Er ist triefend nass, denn das Schicksal hatte seinen Weg nicht über, sondern in den Mühlbach geführt. Erneut bekennt der lüsterne Kerl Frasquita seine Liebe. Um leichteres Spiel bei ihr zu haben, versichert er, ihr Neffe sei jetzt zum Gerichtsassistenten berufen worden. Als auch diese Nachricht nicht den erhofften Erfolg zeitigt, versucht er es mit Gewalt und bedroht die schöne Müllerin mit der Pistole. Geistesgegenwärtig nimmt Frasquita die Büchse ihres Mannes von der Wand und bedroht ihrerseits den aufdringlichen Corregidor. Damit hat er nicht gerechnet. Das Verhalten der resoluten Dame versetzt ihm einen Schock, der ihn in Ohnmacht fallen lässt. Frasquita aber lässt den Alten liegen und rennt davon, um ihren Lukas zu suchen.
Langsam erwachen in dem Corregidor wieder die Lebensgeister. Er zieht sich aus, hängt seine nassen Kleider ans Feuer, begibt sich in das angrenzende Schlafzimmer und legt sich ins Bett.
Verwandlung – Bild: In der Wohnung des Alkalden
Der Alkalde und sein Sekretär Pedro feiern ein fröhliches Zechgelage. Plötzlich taucht Lukas auf und will vom Alkalden wissen, weshalb er ihn so dringend zu sich bestellen ließ. Der Bürgermeister aber weiß von nichts und fordert den Gast auf mitzutrinken. Nun merkt Lukas, dass ihn der Corregidor hereingelegt hat, um mit seiner Frau allein sein zu können. Er beginnt, sich betrunken zu stellen, und rennt davon.

### Dritter Akt
Bild: Wald
Lukas will möglichst rasch zu seiner geliebten Frasquita in die Mühle und diese wiederum zu ihrem Mann, den sie im Rathaus wähnt. Weil es finstre Nacht ist, laufen die beiden im Wald aneinander vorbei.
Verwandlung – Bild: In der Mühle
Lukas wundert sich, dass seine Mühle nicht abgeschlossen ist. Als er das Haus betreten hat, staunt er noch mehr darüber, dass am Feuer die Kleider des Corregidors hängen und dieser selbst in seinem Bett schläft. Jetzt packt ihn der Zorn. Am liebsten brächte er den Corregidor um, aber gleich kommt ihm der Gedanke, Gleiches mit Gleichem zu vergelten. Er schlüpft in die Kleider seines vermeintlichen Rivalen und macht sich davon, um dessen Gattin, Donna Mercedes,  aufzusuchen.
Unterdessen ist der Corregidor aufgewacht und sucht seine Kleider. Weil er sie nicht finden kann, muss er sich mit der Kleidung des Müllers begnügen. Überraschend betritt nun der Alkalde mit ein paar Helfern die Mühle, um deren Besitzer zu verhaften. Beim schwachen Schein der Laterne halten sie den Corregidor für den Gesuchten und verabreichen ihm zunächst einmal eine tüchtige Tracht Prügel. Als sich der Corregidor zu erkennen gibt, lassen sie von ihm ab und kehren mit ihm in die Stadt zurück. Frasquita, die inzwischen auch ihr Heim erreicht hat, schließt sich den Männern an.

### Vierter Akt
Bild: Straße vor dem Haus des Corregidors
Der Morgen beginnt gerade zu dämmern, als der Corregidor mit dem Gefolge sein Haus erreicht und Einlass begehrt. Die Dienerin erkennt ihn nicht und behauptet, ihr Dienstherr sei schon vor gut einer Stunde nach Hause gekommen und liege nun in Morpheus' Armen. Jetzt betritt auch Donna Mercedes den Balkon und mustert die Ankömmlinge. Sie erkennt ihren Gatten sofort, spielt aber zunächst die Ahnungslose. Schließlich kommt auch Lukas hinzu und klärt alle auf: Er habe sich mit Donna Mercedes verbünden wollen, sei aber von ihr für den Mörder ihres Gatten gehalten und von der Dienerschaft verprügelt worden. Als Frasquita und Lukas erkennen, dass keiner den anderen betrogen hat, herrscht wieder eitel Sonnenschein. Ein fröhliches „Guten Morgen“ beendet das Spiel auf der Bühne.

## Musikalische Höhepunkte
Im ersten Akt
- Frasquitas Arie In dem Schatten meiner Locken schlief mir mein Geliebter ein.
- Das Duett zwischen Frasquita und Lukas In solchen Abendfeierstunden
- Frasquitas Arie Wache will ich halten, bis der Morgen graut

Im zweiten Akt
- Der Monolog des Corregidors Herz, verzage nicht geschwind, weil die Weiber Weiber sind!

Im dritten Akt
- die Szene des Müllers Welches Todesschweigen, ist sie wohl mit ihm gefloh’n? – Da steh ich betrogen, da steh ich entehrt, und doch ist mir Ärmsten die Rache verwehrt.

Im vierten Akt schließlich die zahlreichen Ensembleszenen bis zum heiteren Finale